# Яковка (река)
Яковка — река в России, правый приток Волги. Длина реки — 5,5 км.
Исток в Октябрьском сельском поселении, но протекает в основном в Волжском сельском поселении Рыбинского района Ярославской области, с востока от центра сельского поселения посёлка Ермаково, впадает в Горьковское водохранилище. Высота устья — 84 м над уровнем моря. Имеет устье ниже Уткаши и выше Сонохты.
Имеет исток в болотце к северо-западу от села Панфилово, течёт преимущественно на север. На восточной окраине деревни Наумовское пересекает автомобильную дорогу Р151 Рыбинск-Тутаев. Ниже пересечения с дорогой имеет обрывистые берега. Течёт через деревню Котовка, которая расположена по обоим берегам реки, далее по левому — берегу деревня Левино-Волжское, а по правому — Степановское. После Степановского по левому берегу на некотором удалении от реки стоит деревня Демидовское и устье.
Отложения триасовских пород по берегам реки Яковка являются природным памятником местного значения.